# Litenčice
Litenčice är en köping i Tjeckien.   Den ligger i regionen Zlín, i den östra delen av landet, 220 km öster om huvudstaden Prag. Litenčice ligger 359 meter över havet och antalet invånare är 455.
Terrängen runt Litenčice är kuperad åt sydost, men åt nordväst är den platt.Runt Litenčice är det ganska glesbefolkat, med 23 invånare per kvadratkilometer. Närmaste större samhälle är Kroměříž, 17,1 km nordost om Litenčice. Trakten runt Litenčice består till största delen av jordbruksmark.